# Cees de Wolf
Cees de Wolf (Purmerend, 17 december 1945 – Purmerend, 21 juli 2011) was een Nederlands voetballer.
De Wolf startte zijn voetbalcarrière bij de amateurs van Purmersteijn. Daarna werd hij door Ajax aangetrokken als linksbuiten voor het tweede team, als reserve voor Piet Keizer. In die hoedanigheid speelde hij op 7 december 1966 in Amsterdam de mistwedstrijd tegen Liverpool (5-1) en scoorde daarin in de derde minuut het eerste doelpunt voor Ajax. Het was een van de vier wedstrijden die De Wolf in totaal speelde voor Ajax.
Na zijn jaren bij Ajax speelde De Wolf voor Haarlem, Dallas Tornado, KV Mechelen, wederom Haarlem en het Amsterdamse Blauw Wit. Na zijn voetballoopbaan vestigde hij zich met een montagebedrijf in Purmerend. Hij speelde als amateur nog een tijdje bij MFC in Medemblik. In deze plaats kocht hij ook café ‘t Trefpunt. 
De Wolf overleed in 2011 na een ziekbed van een jaar op 65-jarige leeftijd in zijn eigen huis.

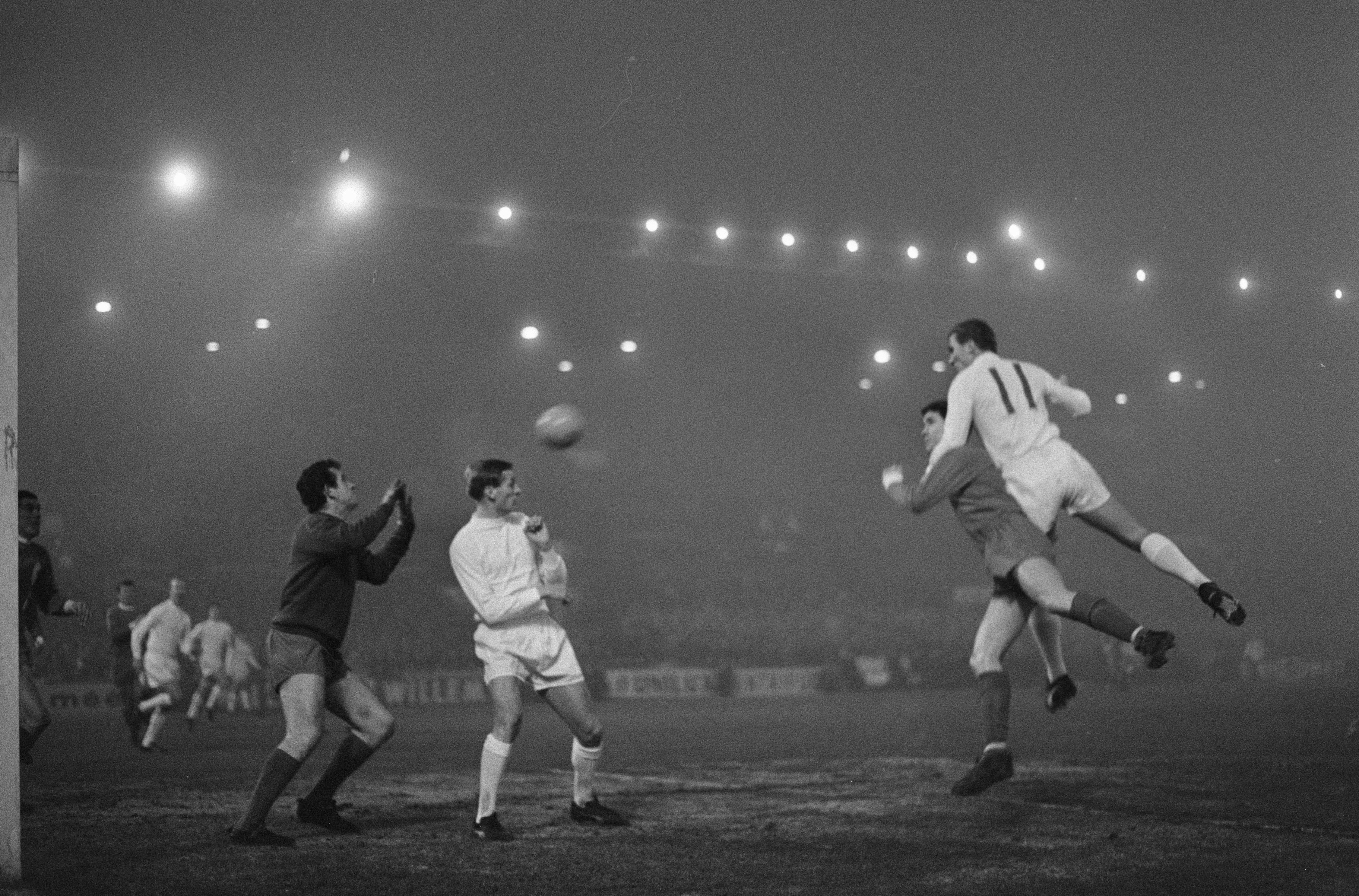
De Wolf scoort de 1-0 in de mistwedstrijd tegen Liverpool (1966)